# Gitarkameratene
Gitarkameratene är en norsk viskvartett, bildad 1987, bestående av  Øystein Sunde (sång, gitarr, dobro), Lillebjørn Nilsen (sång, gitarr, munspel), Halvdan Sivertsen (sång, gitarr) och Jan Eggum (sång, gitarr, dragspel). Detta var fyra mycket kända artister redan innan de bildade gruppen. Tillsammans lyckades de skapa nytt intresse för vissång, och gjorde stor succé i Norge i början på 1990-talet efter att ha slagit igenom med albumet Gitarkameratene 1989.

## Historia
Sunde, Sivertsen och Nilsen träffades av en slump under en festival i Sarpsborg sommaren 1987. De hamnade plötsligt på samma scen, och efter en spontankonsert blev de överens om att göra något mer tillsammans. De var också ense om att hämta in en fjärde medlem, och valet föll på Eggum. År 1988 åkte de ut på sin första turné. De hade då inte något namn ännu utan konserterna blev annonserade som "Festkonsert". Det gjordes inspelning i Grieghallen i Bergen i oktober 1988. Först när albumet var klart att ges ut kom de med namnet på gruppen, "Gitarkameratene". På samma gång visades en konsertinspelning från "Skarven" (pub) i Tromsø på TV.
Gruppen visade de fyra artisternas egna stilar, men de lyckades också tillsammans skapa ett eget sound som träffade publik i alla åldrar. De drog fulla hus överallt, och deras första album sålde mer än 35 000 exemplar, det andra albumet ännu mer.
Även om deras andra album blev inspelat i studio så ville man spela som om man stod framför en publik. Så med undantag av kören blev nästan allt inspelat mer eller mindre "live" i studion under 14 dagar. Till och med några spelfel behöll man. Albumet fick namnet Typisk norsk och kom 1990. De bidrog med lika många sånger var. Efter att albumet kom ut blev det föreställningar i en månad på Dizzie i Oslo, samt TV-program och landsomfattande turné.
Detta året fick de två Spellemannpriser. Dels för albumet Typisk norsk, men så fick de också priset som Årets Spellemann. Det blev så en överraskande konsert under Kronprins Haakons 18-årsfest på Slottet 1991, men annars var de upptagna med mycket egna jobb fram till 1993. Då blev det åtta veckor på Chat Noir, nya TV-program, och landsomfattande turné, 1994. Gruppen har aldrig blivit upplöst, men artisternas egna karriärer har gjort att de haft begränsat med tid för gruppen. År 2003 spelade de in en sång, "Gull og grønne skoger".
År 2010 gjorde de så en turné över stora delar av Norge. De gav samma år ut livealbumet Kanon, inspelat i Grieghallen i Bergen.

## Medlemmar
- Øystein Sunde – sång, gitarr, basgitarr, dobro, låtskrivare
- Halvdan Sivertsen – sång, gitarr,  basgitarr, låtskrivare
- Jan Eggum – sång, gitarr, basgitarr, dragspel, låtskrivare
- Lillebjørn Nilsen – sång, gitarrer, violin, hardingfela, munspel, flöjt, låtskrivare

## Galleri

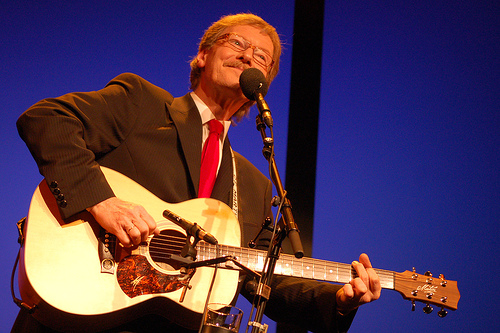
Øystein Sunde
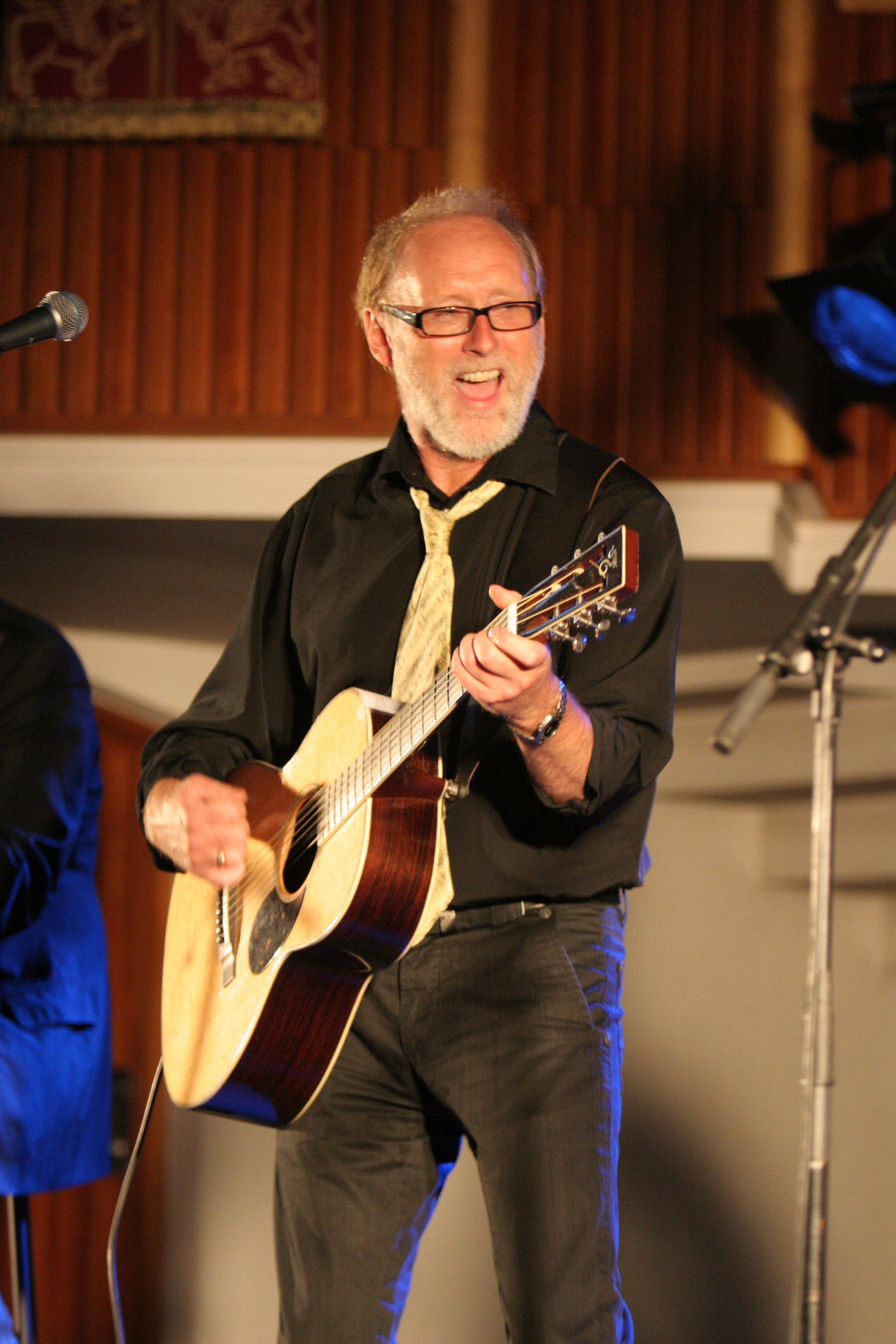
Halvdan Sivertsen
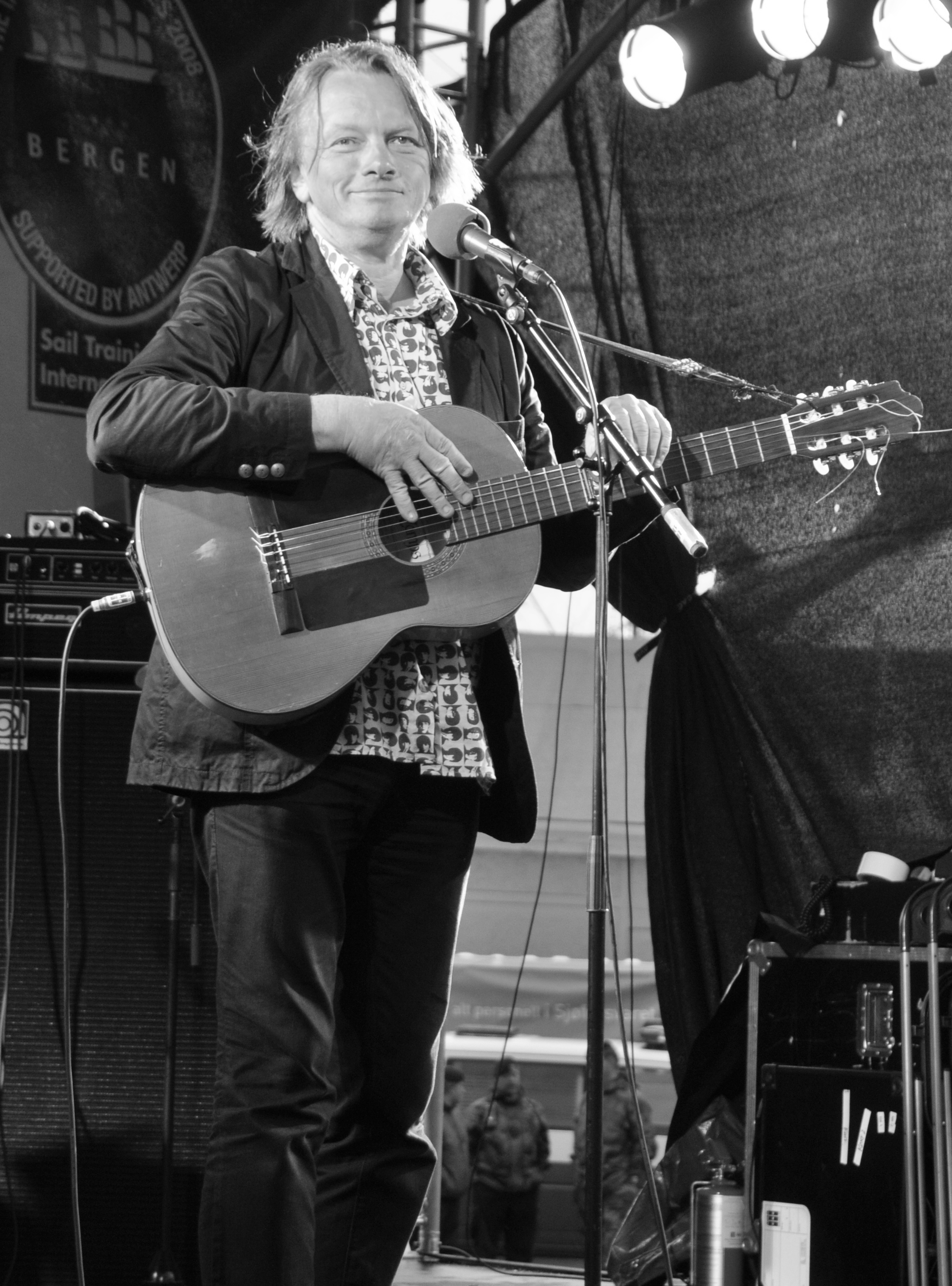
Jan Eggum
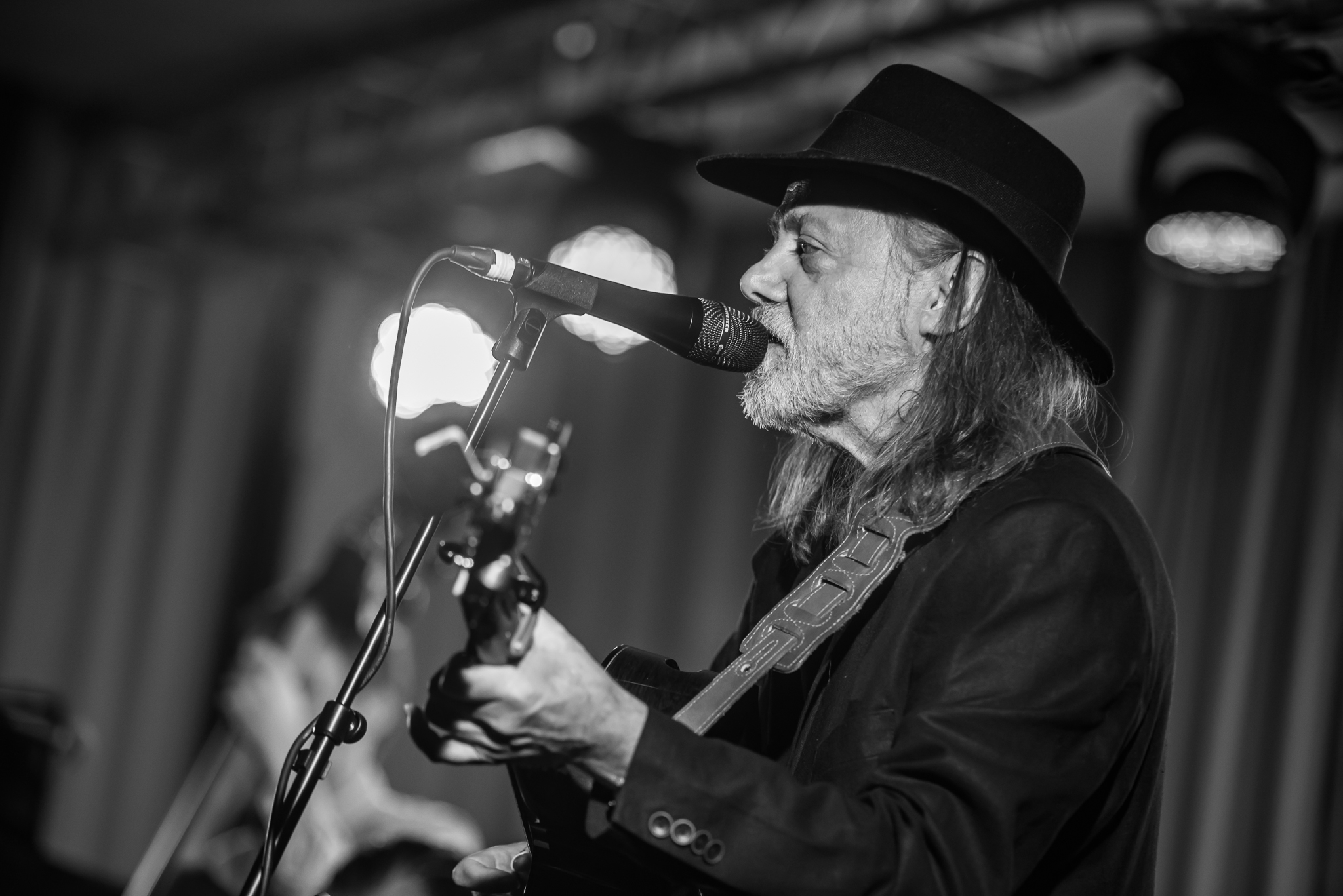
Lillebjørn Nilsen

## Diskografi
Album
- Gitarkameratene (1989)
- Typisk norsk (1990)
- Kanon! (2010)

Singlar
- "Barn av regnbuen" (1990)